# Clara Filleul
Claire Pauline Filleul, cuyo seudónimo como pintora era Clara Filleul, y cuyos seudónimos como escritora eran Clara Filleul de Pétigny y C. Filleul-Pétigny, nacida el 18 de marzo de 1822 en Nogent-le-Rotrou y fallecida el 7 de agosto de 1878 en Paris, fue una pintora francesa, así como una escritora de cuentos para niños y una autora de crónicas de viaje.

## Sus primeros años
En, París, fue alumna del profesor de dibujo Raymond Quinsac Monvoisin, y cuando éste obtuvo en 1848 el cargo de director de la Academia de Bellas Artes de Santiago (Chile), Clara Filleul le siguió y trabajó con él en Chile y en Argentina.
Clara pertenece a la generación de los artistas viajeros del siglo XIX, quienes se formaron en Europa, pero se instalaron y trabajaron en Chile, al comienzo de la implantación en dicho país del período republicano, y allí fueron los formadores de los artistas chilenos precursores. Clara permaneció en Chile un total de diez años, donde logró ser reconocida allí como artista y también como formadora de artistas, y donde recibió un premio por sus retratos.

## Obras en relación con Francia

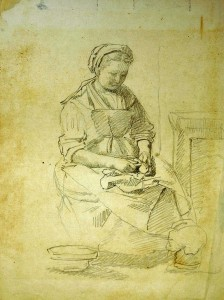
Femme épluchant devant l'âtre, croquis, Museo de Nogent-Le-Rotrou
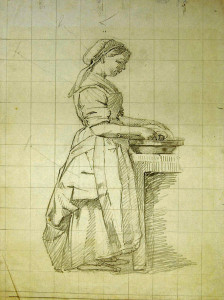
Femme à la vaisselle, croquis, Museo de Nogent-Le-Rotrou
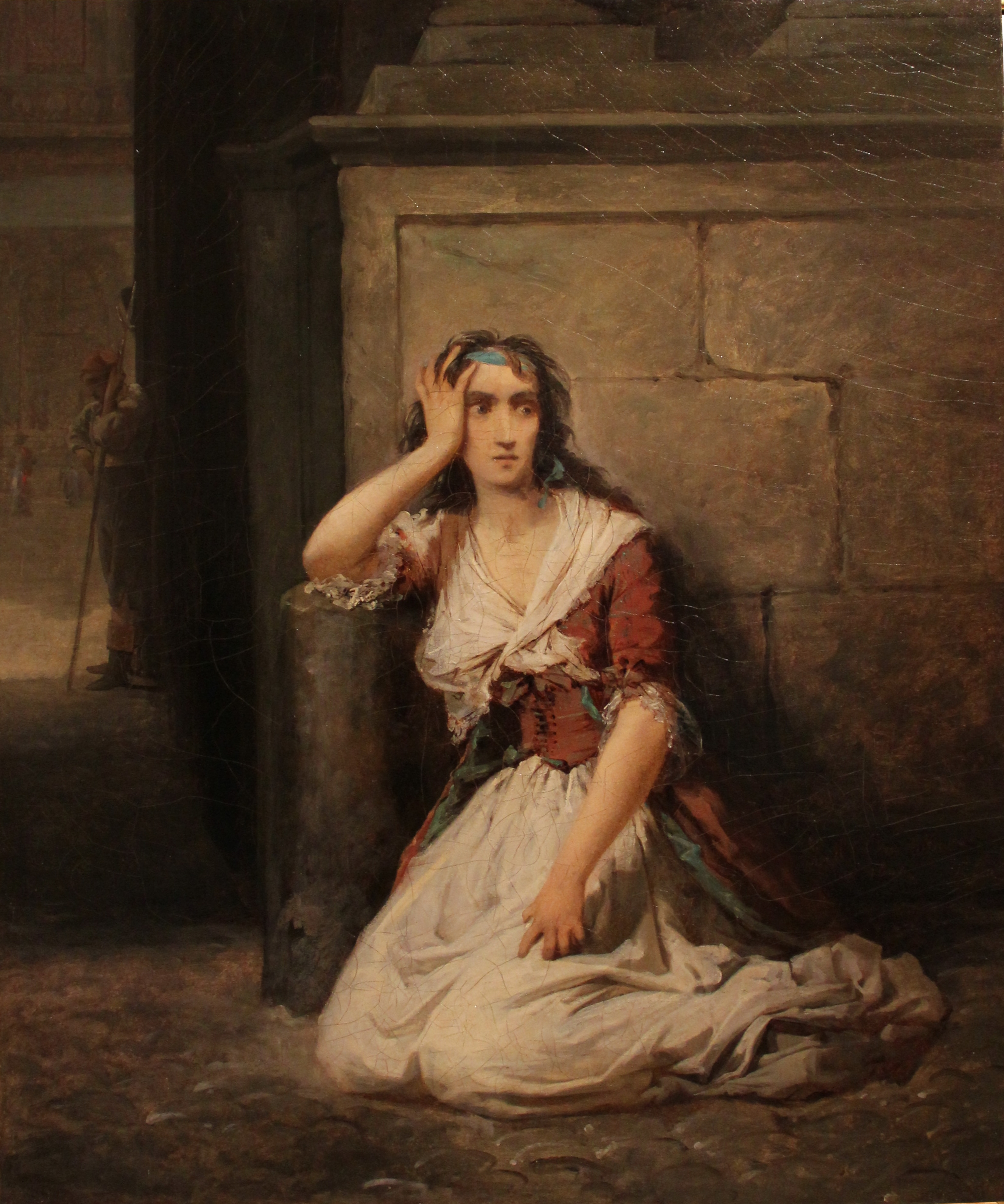
La Folle du Luxembourg, Museo de Nogent-le-Rotrou
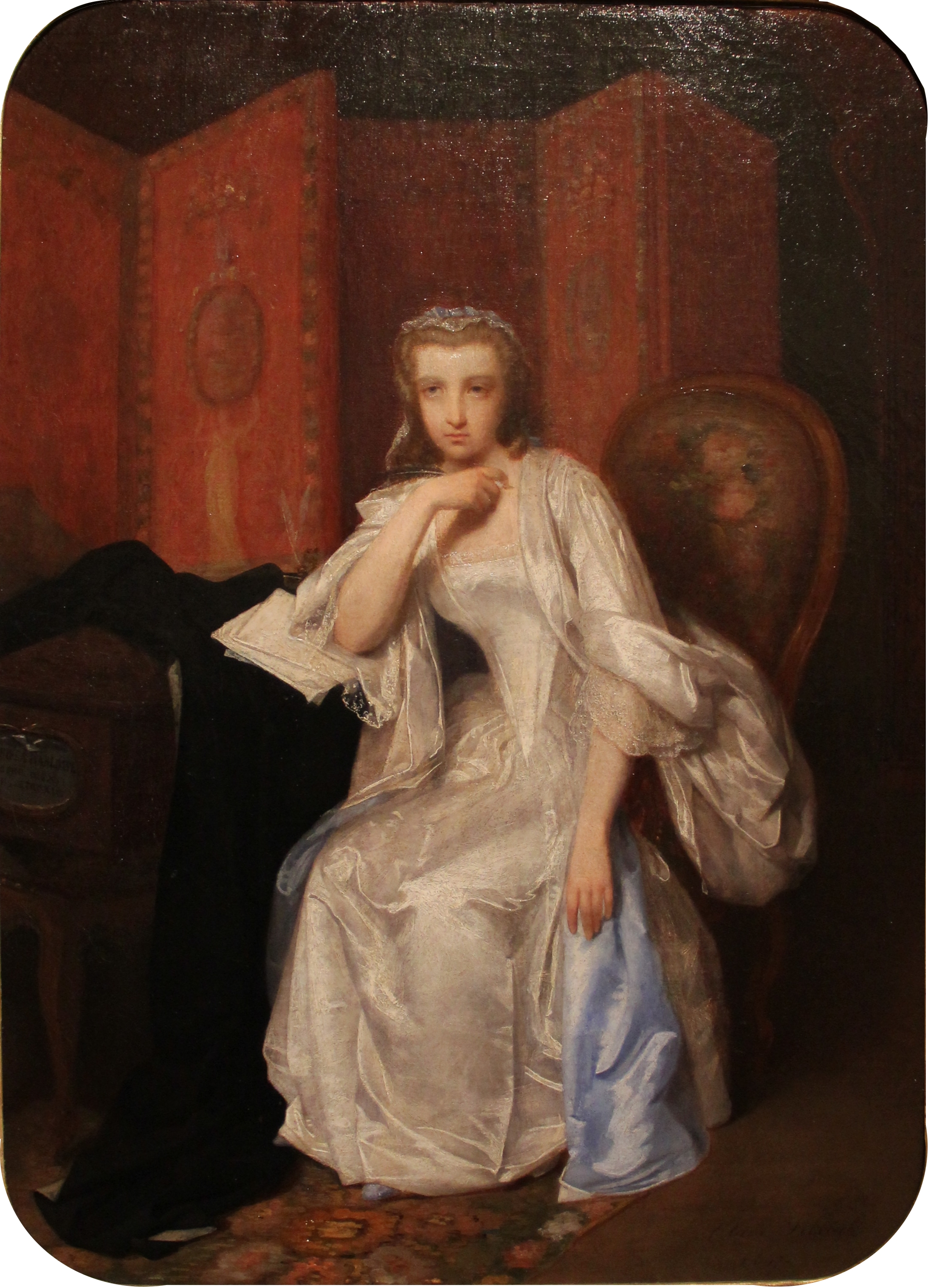
Les Derniers Moments de Clarisse Harlowe, Museo de Nogent-le-Rotrou

## Obras en relación con Chile

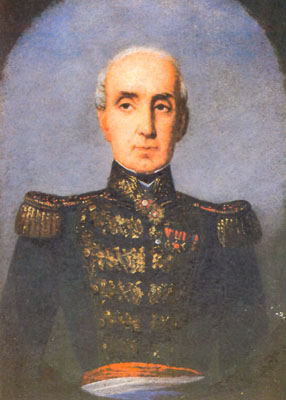
Manuel Blanco Encalada Presidente de Chile
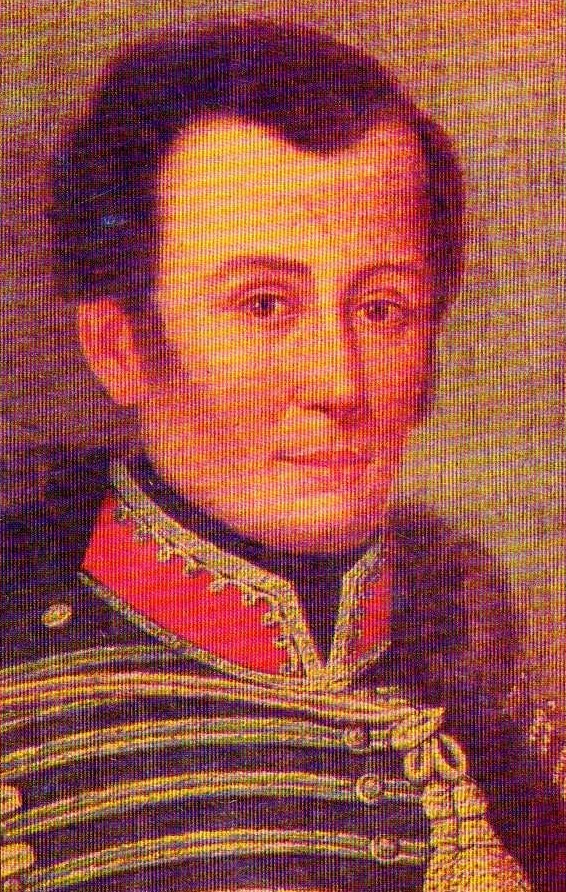
Retrato póstumo del general chileno José Miguel Carrera
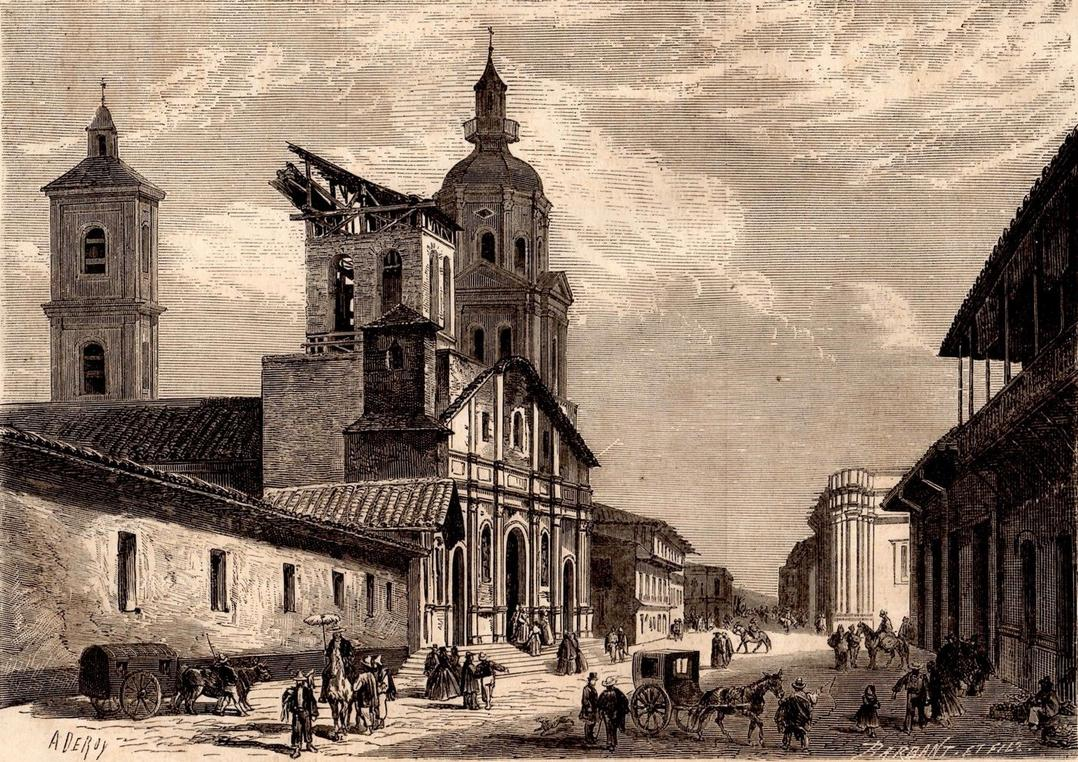
Iglesia de Santiago de Chile destruida por un incendio

## Actividades profesionales y viajes
Ya desde jovencita, Clara Filleul escribió libros para la juventud, tales como cuentos, poemas, y algunas narraciones históricas. De religión católica, Clara escribió textos muy moralizantes, entre otros para la Bibliothèque chrétienne de l'adolescence et du jeune âge. Entre los años 1840 y 1846, publicó también una colección de pequeños libros ilustrados : La Mosaïque de la jeunesse. Además, escribió también textos cortos educativos referidos a París, así como varios libros que trataban sobre sus viajes, entre ellos, a Palestina —a la edad de dieciocho años, hizo su primer peregrinaje a Palestina—, a Suiza, a Saboya (Francia), a Toscana (Italia), a Egipto, y también a Argelia, donde describió el fracaso colonial y el orgullo de los árabes, diciendo de estos últimos que se sentían vencidos pero no conquistados.

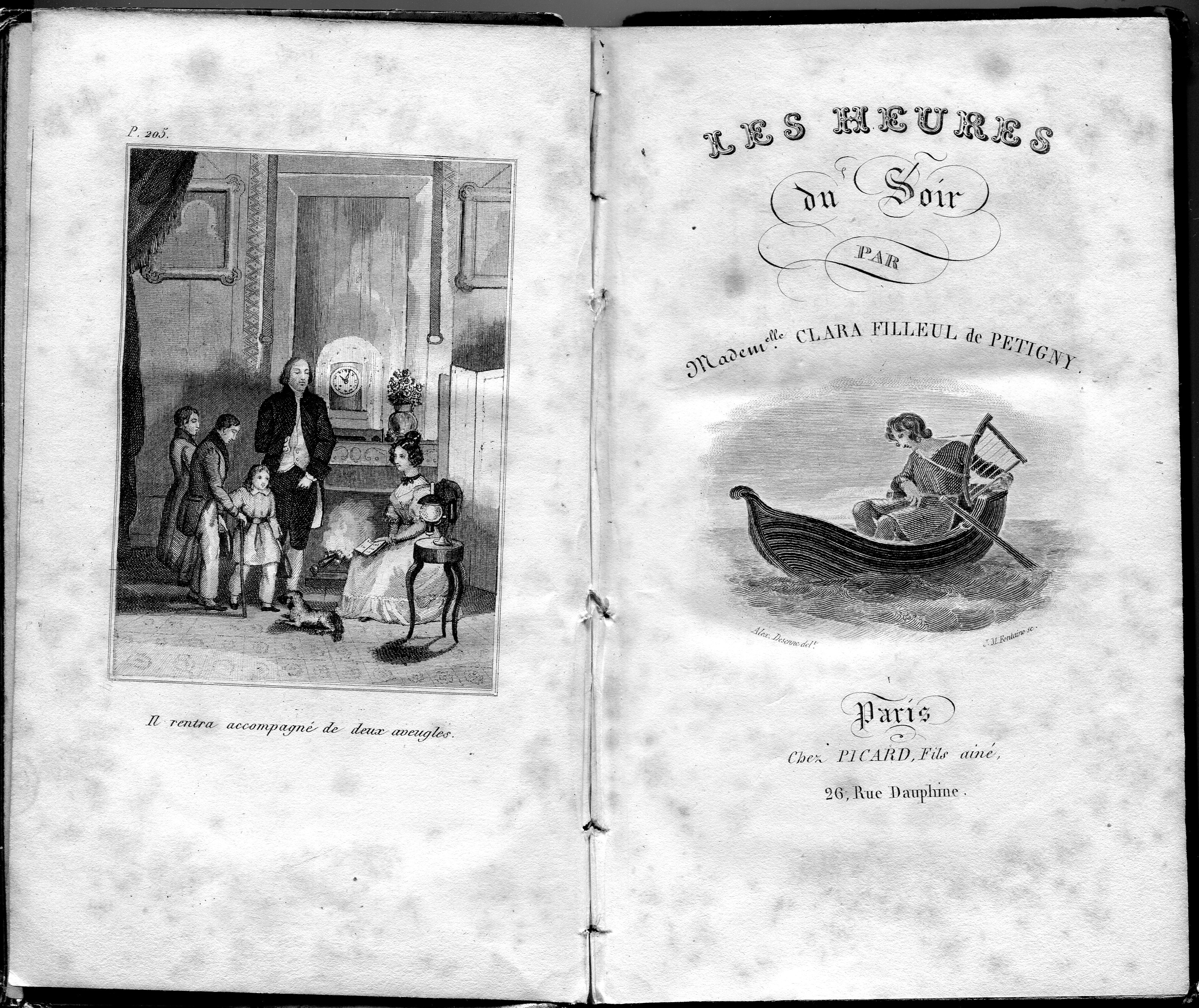
Portada o página de título (a la derecha) y frontispicio (a la izquierda) de un libro titulado "Les Heures du Soir", de Clara Filleul de Pétigny.

## Publicaciones
- 1838 : Contes et légendes (La Mosaïque de la jeunesse), París (texto en línea).
- 1838 : Contes féeriques (La Mosaïque de la jeunesse), París (texto en línea).
- 1840 : L'Éxilé (poema), Picard, París (texto en línea).
- 1840 : Étrennes de la jeunesse parisienne.[6]
- 1840 : Quinze jours de vacances (La Mosaïque de la jeunesse), F. Picard y A. Cadeau, París.
- 1840 : Une semaine de bonheur (La Mosaïque de la jeunesse), F. Picard y A. Cadeau, París.
- 1840 : Les jeunes voyageurs en Piémont, París.[7]
- (alrededor de 1840 - 1845) : Les Heures du soir (La Mosaïque de la jeunesse), Picard fils aîné, París.
- (alrededor de 1840 - 1845) : L'Heureuse famille ou les veillées amusantes (La Mosaïque de la jeunesse), Picard, París.
- (alrededor de 1840 - 1845) : Théodore et Pauline, ou les Épreuves de la vertu (La Mosaïque de la jeunesse).
- 1841 : Fridolin ou le triomphe de la vertu (La Mosaïque de la jeunesse), Barbou frères.
- 1843 : Le Dumont-d'Urville de la jeunesse, ou, Beautés des voyages modernes : extraites principalement du journal de Dumont d'Urville pendant les deux expéditions de la corvette l'Astrolabe, B. Renault, París.
- 1843 : Histoire de Jean Bart, mise à la portée des enfants, (La Mosaïque de la jeunesse), Picard fils aîné, Paris.
- 1843, 1852 : Les jeunes voyageurs in Palestine, Picard fils aîné, París (texto en línea), y Mégard, Rouen, 1852 (texto en línea).
- 1844 : Le Jardin des Plantes, A. Maugars, Paris (texto en línea).
- 1844 : Petite promenade dans Paris (rive gauche de la Seine), A. Maugars, París.
- 1844 : Les Marguerites. Le Pain et l'eau. Le Prix de l'hospitalité, A. Maugars, París.
- 1844 : La Cassette verte, impr. de Pommeret et Guénot, París.
- 1844 : L'Ingratitude, légende italienne, Picard et Cadeau, Paris.[7]
- 1845 : Alfred, ou le Modèle des écoliers, A. Maugars, París.
- 1845 : Les jeunes voyageurs en Égypte, Chez Lozouet, Librarie
- 1846 : L'Algérie (Bibliothèque historique et édifiante), R. Pornin, Tours (texto en línea).
- 1846 : La Foi au désert, R. Pornin, Tours.
- 1846 : Après l'étude, les heures de loisir (La Mosaïque de la jeunesse), Picard fils, París.
- 1846 : Nouvelles veillées du château, (La Mosaïque de la jeunesse), Picard fils, París.
- 1846 : Les Anges de la vallée, R. Pornin, Tours.
- 1847 : Arthur, ou le Triomphe de la vertu, R. Pornin, Tours.
- 1848 : Zami, ou la Piété filiale (poesías morales), París.
- 1848, 1850, 1850 : Fables offertes à l'enfance, tres publicaciones: (libro de 1850, 36 páginas, texto en línea) ; (libro 1850, 212 páginas, texto en línea).
- 1849 : Le Dévouement fraternel, suivi d'historiettes morales, Picard fils aîné, París (texto en línea).
- 1850 : L'Égypte, son histoire et ses merveilles, J. Costerousse, Évreux.
- 1852 : Congo, ou Aventures d'un jeune naufragé
- 1856: Les Aventures d'un jeune naufragé
- 1851 : La Ramée, histoire amusante et morale (Fables offertes à l'enfance), París (texto en línea).
- 1856 : Charles, ou Dieu punit la cruauté envers les animaux (imité de l'allemand), M. Ardant, Rouen.

Y después de regresar de Chile, alrededor de 1857, editó y reeditó varias colecciones de cuentos.
- 1860 :Voyages en Suisse, description des curiosités naturelles, détails sur les mœurs et coutumes, sur la division politique de chaque canton, por Clara Filleul de Pétigny, M. Ardant, Rouen.
- 1860 : Le Vieux sergent Sans-Peur ou la Campagne d'Italie, Ardant, Limoges.[7]
- 1860 Le Berger et le courtisan, Ardant, Limoges.
- 1866 : La Palestine, ou Une visite aux Lieux Saints, Mégard , Rouen (texto en línea)
- 1884 : Souvenirs de voyage dans l'Asie, le Nord de l'Afrique, Syrie, Algérie, Tripoli, Tunis, etc., Eugène Ardant, Limoges (texto en línea).

Además, Clara Filleul también supervisó una edición de fábulas de Jean-Pierre Claris de Florian.

## Traducciones
- Œuvres complètes du Chanoine Schmid traduites par Filleul de Pétigny, Société reproductive des bons livres, París, 356 páginas: Cent petits contes, Cent nouveaux petits contes, Sept nouveaux petits contes, Le Ver luisant, Le Petit Mouton, Le Serin, La Colombe, Les Œufs de Pâques.

- Œuvres complètes du Chanoine Schmid traduites par Filleul de Pétigny: Fridolin, le bon garçon ; Thierri, le mauvais sujet (texto en línea).